# TIAA 뱅크 필드
TIAA 뱅크 필드(TIAA Bank Field)는 미국 플로리다주 잭슨빌에 위치한 다목적 미식축구 경기장이다. NFL 잭슨빌 재규어스의 홈 경기장으로 사용되고 있다.